# ナイアド (軽巡洋艦)
|          |                                 |
| 艦歴     |                                 |
| 発注     |                                 |
| 起工     | 1937年8月26日                   |
| 進水     | 1939年2月3日                    |
| 就役     | 1940年7月24日                   |
| 退役     |                                 |
| その後   | 1942年3月11日に戦没             |
| 除籍     |                                 |
| 性能諸元 |                                 |
| 排水量   | 基準 5,600トン、 満載 6,850トン |
| 全長     | 512 ft (156m)                   |
| 全幅     | 50.5 ft (15.4 m)                |
| 吃水     | 14 ft (4.3 m)                   |
| 機関     | パーソンズ式タービン、4軸推進   |
| 最大速   | 32.25ノット (60 km/h)           |
| 乗員     | 480名                           |
| 兵装     |                                 |

ナイアド (HMS Naiad, 93) は、イギリス海軍の軽巡洋艦。ダイドー級。艦名はギリシャ神話のナーイアスに因んで名付けられた。

## 艦歴
1937年8月26日にホーソーン・レスリー・アンド・カンパニーで起工。1939年2月3日進水。1940年7月24日竣工。
就役後「ナイアド」は本国艦隊に編入された。
1940年11月、HX84船団を襲撃したドイツのポケット戦艦「アドミラル・シェーア」捜索のため、巡洋戦艦「フッド」、「レナウン」、「レパルス」などと共にビスケー湾に展開。11月16日、ヤンマイエン島沖でドイツの気象観測船を撃沈。
1941年1月、WS5B船団の護衛に従事。同月、ベルリン作戦で出撃したドイツ戦艦「グナイゼナウ」、「シャルンホルスト」を阻止するためイギリス海軍の本国艦隊は出撃。この際、アイスランド南方で短時間だが「ナイアド」はドイツ戦艦を発見している。
5月のMD4作戦で、地中海艦隊への増援としてアレクサンドリアへ向かった。同月後半からクレタ島の戦いに参加。6月、シリア・レバノンでフランス軍との戦闘が始まる。ナイアドもシリア・レバノン沖に展開した。6月23日、ベイルートを封鎖していた「ナイアド」を含むイギリス艦隊は突破を試みたフランス駆逐艦「ゲパール」と交戦した。
12月、敵海上補給の妨害およびデルナ砲撃のための出撃に参加。12月17日第1次シルテ湾海戦に参加。
1942年1月、マルタへの補給作戦MF2、MF3およびMF4に参加。2月同様の作戦MF5に参加。
3月9日、イタリアの巡洋艦が雷撃で損傷したとの情報に基づき、「ナイアド」を旗艦とするイギリス艦隊がアレクサンドリアを出撃した。だがその情報は誤りであり、帰投途中の3月11日にナイアドはドイツ潜水艦「U565」に雷撃され沈没した。82人が死亡した。